# Philip S. Post

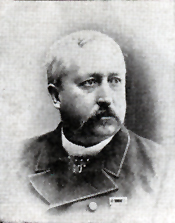
Philip S. Post

Philip Sidney Post (* 19. März 1833 in Florida, Orange County, New York; † 6. Januar 1895 in Galesburg, Illinois) war ein US-amerikanischer General, Diplomat und Politiker.

## Leben
Philip S. Post arbeitete nach seinem Studium am Union College in Schenectady und der Poughkeepsie Law School zunächst als Anwalt und Zeitungsredakteur in Kansas. Zum Beginn des Bürgerkrieges trat er der US-Army (Unionsheer) bei, diente bis zum Ende des Krieges hauptsächlich an der Front und stieg bis zum General auf. Für seinen Einsatz bei der Schlacht von Nashville erhielt er die Medal of Honor.
Post, Mitglied der Republikanischen Partei, war ab 1866 Konsul in Wien und von 1874 bis 1879 als Generalkonsul zuständig für Österreich-Ungarn. Von 1887 bis 1895 gehörte er dem Repräsentantenhaus der Vereinigten Staaten als Vertreter des Staates Illinois an.